# Elstal
Elstal ist mit 5775 Einwohnern (Stand: 31. Mai 2024) der größte Ortsteil der havelländischen Gemeinde Wustermark, nördlich von Potsdam und westlich von Berlin.

## Geschichte

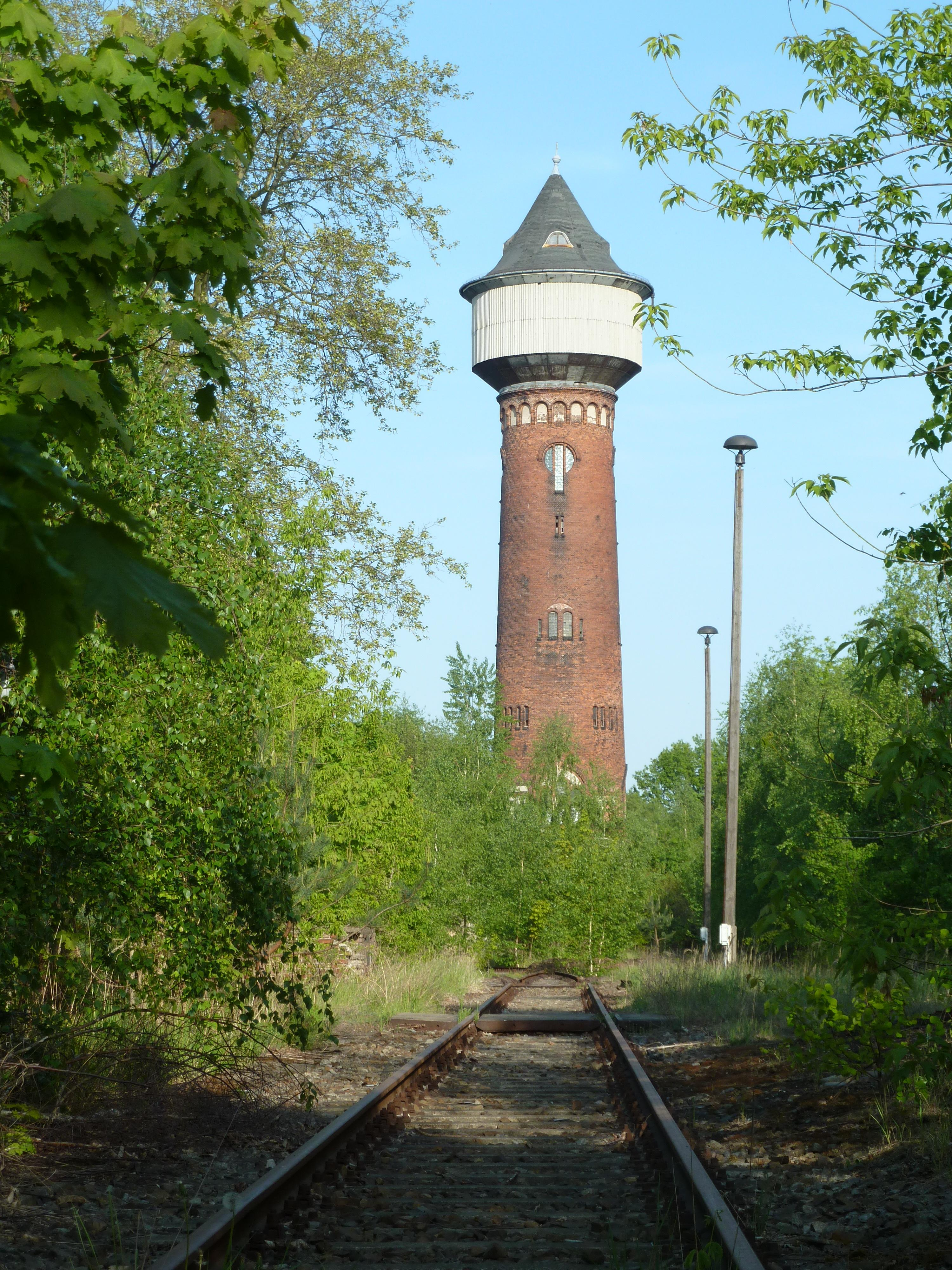
Elstaler Wasserturm

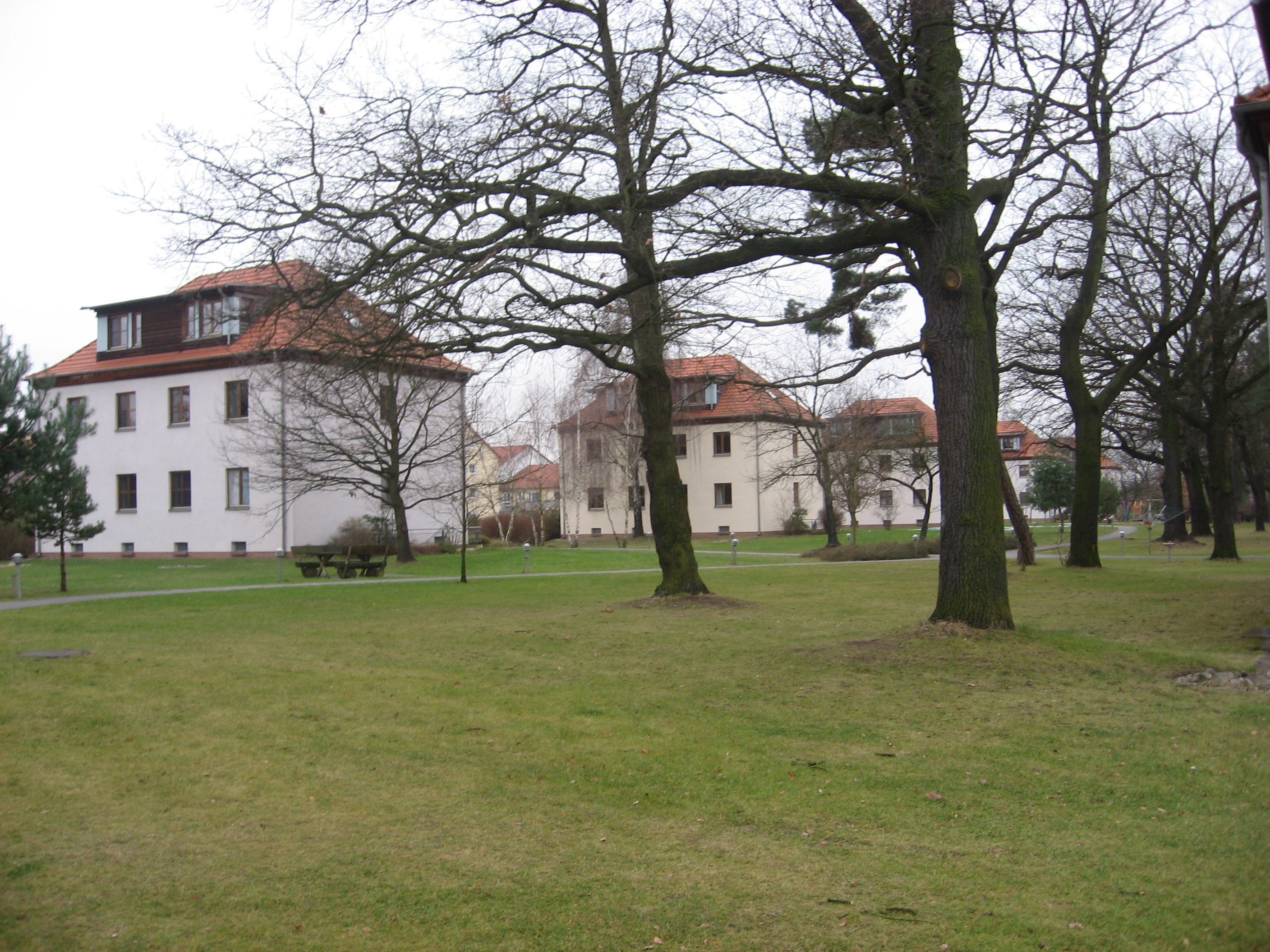
Campus des Bildungszentrums Elstal

### Entstehung bis 1945
Anfang des 20. Jahrhunderts wurde auf freier Flur der Verschiebebahnhof Wustermark angelegt. 1909 ging der Bahnhof in Betrieb. Er wurde zu einem der größten Rangierbahnhöfe in Deutschland. Der Bau von Wohnungen (nach Vorbild des Ortes Gieschewald) für die Bahnmitarbeiter verzögerte sich durch den Ausbruch des Ersten Weltkrieges. Am 1. November 1918 wurde aus Teilen der Gemarkungen Dyrotz, Hoppenrade, Buchow-Karpzow und Ferbitz der Gutsbezirk Elstal mit einer Fläche von etwa 184 Hektar gebildet, worauf in den folgenden Jahren die Eisenbahnersiedlung Elstal entstand. 1920 konnten die ersten Wohnungen bezogen werden. Im selben Jahr wurde in der Siedlung eine Schule erbaut. Auch das Bahnbetriebswerk Wustermark neben dem Rangierbahnhof entstand im selben Zeitraum. Zum Bahnbetriebswerk Wustermark gehörten zwei Ring-Lokschuppen, zwei Drehscheiben, vier Bekohlungsanlagen und ein 56 Meter hoher Wasserturm, der zum Wahrzeichen der Ortschaft wurde.
Am 30. September 1928 wurde der Gutsbezirk Elstal aufgelöst und eine eigenständige Gemeinde Elstal gegründet. Aus dem Gutsbezirk Dyrotz wurde ihr zusätzlich eine Fläche von 40 Hektar zugeordnet. 1930 erhielt die junge Kommune, die zu diesem Zeitpunkt aus 86 Häuserblöcken mit insgesamt 376 Haushalten bestand, einen Marktplatz mit einem größeren Geschäftskomplex, in dem eine Fleischerei, eine Bäckerei und weitere Geschäfte untergebracht waren. 1936 wurde auf dem Marktplatz eine evangelische Kirche errichtet.
1936 fanden in Berlin die XI. Olympischen Sommerspiele statt. Für die Sportler wurde ab 1934 in Dallgow an der Grenze zu Elstal ein Wohnkomplex als Olympisches Dorf erbaut. Nach den Olympischen Spielen wurde das Olympische Dorf militärisch genutzt, daneben ließen die Nationalsozialisten weitere Kasernen und einen Fliegerhorst errichten.

### 1945 bis heute
Ab 1945 wurden der stark zerbombte Bahnhof sowie die Siedlung wieder aufgebaut, das Olympische Dorf diente als Heimstätte des Sowjetischen Armeesportklubs Elstal (SASK Elstal). Der Verschiebebahnhof Wustermark wurde 1963 in Wustermark Rangierbahnhof umbenannt. Der zum Bahnhof gehörende Personenhaltepunkt heißt seit 1996 Elstal.
1992 richtete die Gemeinde den sogenannten DEMEX-Park ein, ein 350.000 m² großes Gewerbegebiet, auf dem 2009 das 10.300 m² große Einkaufsdorf Designer Outlet Berlin eröffnet wurde. Durch das 6. Gemeinde-Neugliederungs-Gesetz im Oktober 1996 wurde das Olympische Dorf, das vorher auf dem Gebiet der Nachbargemeinde Dallgow lag, Elstal zugeschlagen.
Im Jahr 1997 verlegte das Theologische Seminar des Bundes Evangelisch-Freikirchlicher Gemeinden (heute: Theologische Hochschule Elstal) seinen Sitz von Hamburg-Horn nach Elstal. Auf dem Gelände des Bildungszentrums befinden sich neben der Hochschule weitere Bildungseinrichtungen sowie unter anderem die Verwaltungszentrale des Bundes Evangelisch-Freikirchlicher Gemeinden und der Europäisch-Baptistischen Mission. Das Oncken-Archiv, das ebenfalls auf dem Gelände des Bildungszentrums liegt, beherbergt neben umfangreichen Sammlungen zur Geschichte des Baptismus und der Freikirchen auch den Nachlass des Wuppertaler Soziologieprofessors Peter Dienel. Er gilt als Erfinder des Bürgerbeteiligungsverfahrens Planungszelle.
Am 31. Dezember 2002 wurde die Gemeinde Elstal nach Wustermark eingegliedert. Ein Teil des bereits erwähnten Rangierbahnhofs wurde 2008 vom Rail & Logistik Center Wustermark (RLCW) übernommen. Von 2002 bis 2019 fand auf dem Bahnhofsgelände jährlich ein Eisenbahnfest durch den Verein Historia Elstal statt.
Am 18. März 2023 eröffnete das gemeinnützige Café Zwischenhalt in einem ehemaligen Eisenbahnwaggon der ÖBB.

## Bevölkerungsentwicklung
| Jahr          | 1925 | 1928 | 1929 | 1931 | 1939 | 1947 | 1956 | 1974 | 1987 | 1988 | 1989 | 1990 | 1991 | 1993 | 1995 | 1998 | 2000 |
| ------------- | ---- | ---- | ---- | ---- | ---- | ---- | ---- | ---- | ---- | ---- | ---- | ---- | ---- | ---- | ---- | ---- | ---- |
| Einwohnerzahl | 1269 | 1324 | 1330 | 1295 | 1417 | 3024 | 1700 | 1864 | 1691 | 1800 | 1731 | 1703 | 1677 | 1655 | 1698 | 1846 | 2442 |

| Jahr          | 2001 | 2002 | 2003 | 2005 | 2006 | 2008 | 2011 | 2013 | 2014 | 2015 | 2016 | 2017 | 2018 | 2019 | 2020 | 2021 | 2022 | 2023 | 2024 |
| ------------- | ---- | ---- | ---- | ---- | ---- | ---- | ---- | ---- | ---- | ---- | ---- | ---- | ---- | ---- | ---- | ---- | ---- | ---- | ---- |
| Einwohnerzahl | 2472 | 2802 | 3126 | 3200 | 3227 | 3261 | 3335 | 3403 | 3587 | 3617 | 3922 | 4047 | 4068 |      |      |      |      | 5712 | 5775 |

## Ortsgliederung
- Eisenbahnersiedlung
- Eulenspiegelsiedlung
- Heidesiedlung
- Heinzelsiedlung
- In den Heideländern
- Karl-Marx-Straße
- Kiefernsiedlung
- Kirschsteinsiedlung
- Olympisches Dorf
- Radelandberg
- Scharnhorstsiedlung
- Stahlhaussiedlung
- Steinhaussiedlung
- Thälmannplatz

## Politik

### Ortsbeirat
Der aktuelle Ortsbeirat von Elstal besteht aus 7 Mitgliedern. Die Kommunalwahl am 9. Juni 2024 führte zu folgendem Ergebnis:
| Partei / Wählergruppe           | Stimmenanteil | Sitze |
| ------------------------------- | ------------- | ----- |
| CDU                             | 30,7 %        | 2     |
| SPD                             | 25,0 %        | 2     |
| Die Linke                       | 13,8 %        | 1     |
| Wustermarker WählerGemeinschaft | 12,0 %        | 1     |
| Bündnis 90/Die Grünen           | 8,5 %         | 1     |

### Ortsvorsteher
Der amtierende Ortsvorsteher ist Matthias Kunze. Er wurde auf der konstituierenden Sitzung am 1. Juli 2024 zum Vorsitzenden des Ortsbeirates gewählt.
| Name              | Amtsbezeichnung   | Parteizugehörigkeit | von           | bis           | Besonderheiten                                             |
| ----------------- | ----------------- | ------------------- | ------------- | ------------- | ---------------------------------------------------------- |
| Herr Oertel       | Amtsvorsteher     |                     | 1920          | 1929          |                                                            |
| Heinrich Nowack   | Gemeindevorsteher |                     | 1929          | Juli 1933     |                                                            |
| Herr Lange        | Gemeindevorsteher | NSDAP               | 1933          | 1945          |                                                            |
| Richard Frenz     | Bürgermeister     | KPD                 | 1945          | März 1946     | durch die sowjetische Kommandantur für Elstal eingesetzt   |
| Herr Rother       | Bürgermeister     | KPD                 | 1945          | März 1946     | durch die sowjetische Kommandantur für Elsgrund eingesetzt |
| Herr Böttge       | Bürgermeister     | KPD                 | März 1946     | Oktober 1948  |                                                            |
| Herr Wolter       | Bürgermeister     | SED                 | 18.11.1948    | April 1950    |                                                            |
| Herr Schönrock    | Bürgermeister     | SED                 | Mai 1950      | Februar 1952  |                                                            |
| Herr Kley         | Bürgermeister     | SED                 | 1952          | Dezember 1959 |                                                            |
| Edith Böttge      | Bürgermeisterin   | SED                 | März 1960     | März 1975     |                                                            |
| Ingrid Schönefeld | Bürgermeisterin   | SED                 | April 1975    | Februar 1983  |                                                            |
| Peter Wegener     | Bürgermeister     | SED                 | 24.02.1983    | 30.06.1986    |                                                            |
| Katrin Schiewe    | Bürgermeisterin   | DFD -parteilos      | 1986          | November 1993 |                                                            |
| Manfred Schieritz | Bürgermeister     | CDU -parteilos      | Dezember 1993 | 16.04.1996    |                                                            |
| Dietmar Seibt     | Bürgermeister     | CDU                 | 07.07.1996    | Oktober 1998  |                                                            |
| Erwin Schlüter    | Bürgermeister     | SPD                 | Oktober 1998  | Januar 2002   |                                                            |
| Dietmar Seibt     | Ortsbürgermeister | CDU                 | 2002          | 2003          |                                                            |
| Leon Bucher       | Ortsbürgermeister | SPD                 | 19.11.2003    | 01.07.2006    |                                                            |
| Lothar Bahnemann  | Ortsbürgermeister | PDS                 | 04.07.2006    | 2008          |                                                            |
| Sabine Stoll      | Ortsvorsteherin   | Die Linke           | 22.10.2008    | 2014          |                                                            |
| Matthias Kunze    | Ortsvorsteher     | SPD                 | 25.5.2014     | 2019          |                                                            |
| Oliver Kreuels    | Ortsvorsteher     | CDU                 | 2019          | 2023          |                                                            |
| Fabian Streich    | Ortsvorsteher     | Die Linke           | 2023          | 2024          |                                                            |

## Sehenswürdigkeiten
Zu den Sehenswürdigkeiten gehört der Rangierbahnhof, der seit 1993 unter Denkmalschutz steht. Besonderes Interesse findet auch das 1936 errichtete Olympische Dorf. Bei beiden Orten werden Führungen angeboten.
Am südlichen Ortsrand befindet sich ein 36 Hektar großes Schaugehege; es wurde 2006 von der Sielmannstiftung als Teil des Projektes Sielmanns Naturlandschaft Döberitzer Heide eröffnet. Die Gesamtgröße der Sielmanns Naturlandschaft beträgt ca. 3.600 Hektar.
Im Mai 2014 eröffnete in Elstal in der Nähe der B 5 Karls Erlebnis-Dorf. Zusätzlich zu diversen Attraktionen gibt es dort auch den Bauernmarkt und die Hofküche von Karls. Auch gibt es dort einen direkten Zugang zum Schaugehege der Sielmanns Naturlandschaften.

## Verkehr
Elstal hat einen Bahnhalt an der Bahnstrecke Berlin–Lehrte, bedient von dem RE 4 sowie der RB 21. Er befindet sich am Rangierbahnhof Wustermark.
Der öffentliche Personennahverkehr wird unter anderem durch den PlusBus des Verkehrsverbund Berlin-Brandenburg erbracht. Folgende Verbindung führt, betrieben von der Havelbus, durch Elstal:
- Linie 663: Nauen ↔ Wustermark ↔ Elstal ↔ Dallgow-Döberitz